# Sant Josep (Riga)
L'Església de Sant Josep (en letó: Svētā Jāzepa Romas katoļu baznīca) és una església catòlica romana a la ciutat de Riga, capital de Letònia, està situada al carrer Embute, 12/14.

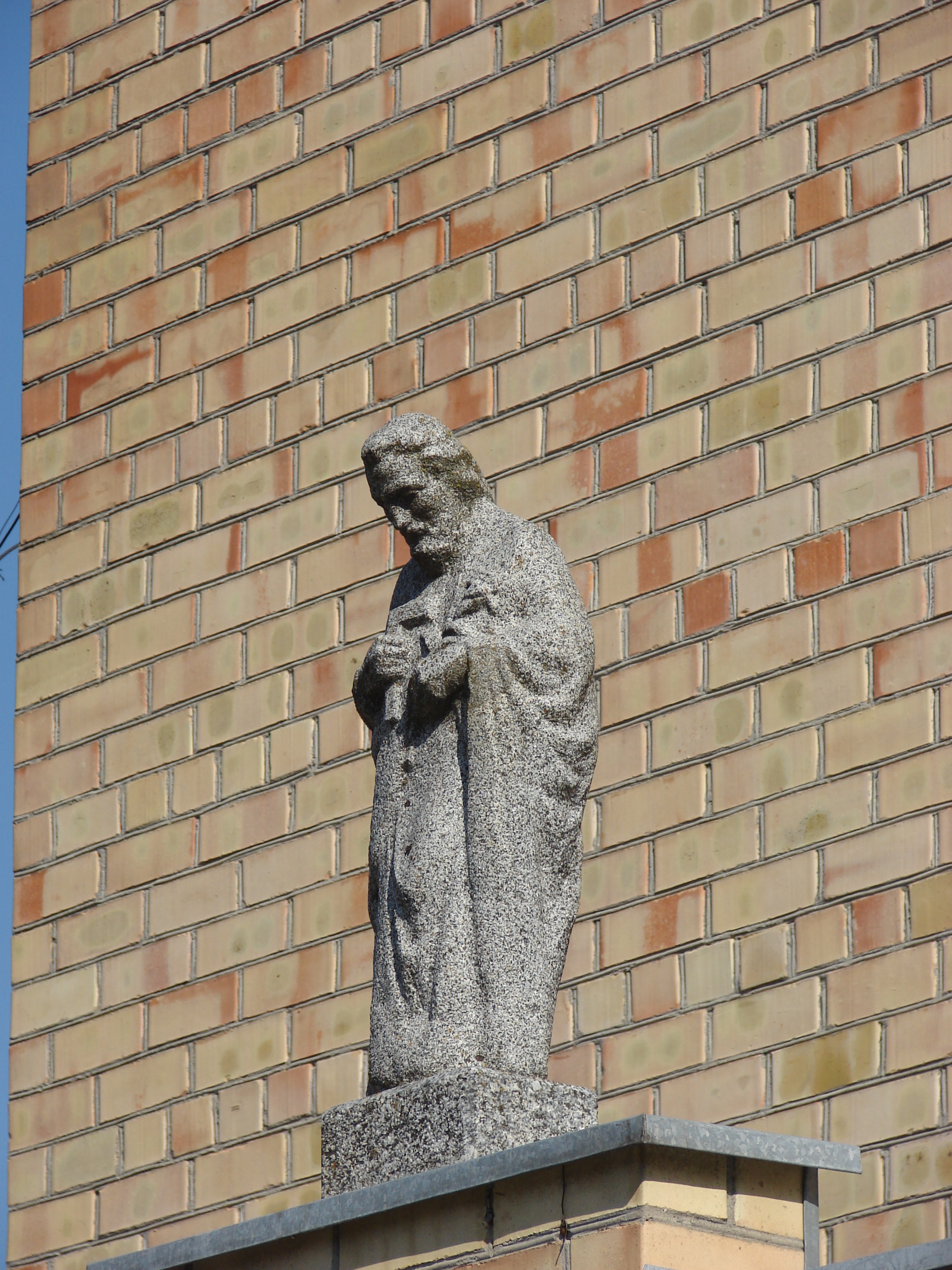
Escultura de Sant Josep a l'església